# Chalcides sphenopsiformis
Chalcides sphenopsiformis е вид влечуго от семейство Сцинкови (Scincidae). Видът не е застрашен от изчезване.

## Разпространение и местообитание
Разпространен е в Западна Сахара, Мавритания, Мароко и Сенегал.
Обитава национални паркове, крайбрежия и плажове.

## Описание
Популацията на вида е стабилна.